# Motörhead
Motörhead byla anglická heavymetalová skupina, kterou roku 1975 založil baskytarista, zpěvák a skladatel Ian "Lemmy" Kilmister (který byl jediným stálým členem), kytarista Larry Wallis a bubeník Lucas Fox. Kapela je často považována za předchůdce nové vlny britského heavy metalu, která na konci sedmdesátých a začátku osmdesátých let znovu „nakopla“ heavy metal. Ačkoli se v Motörhead vystřídalo několik kytaristů a bubeníků, většinu jejich nejúspěšnějších alb a singlů nahrál na bicí Phil „Philthy Animal“ Taylor a „Fast“ Eddie Clark na kytaru.
Motörhead během čtyřicetileté kariéry nahráli 22 studiových alb, 10 živých nahrávek, 12 kompilačních alb a pět EP. Obvyklou sestavu tvořilo power trio a na začátku 80. let s několika úspěšnými singly v žebříčku UK Top 40 dosáhli nebývalých úspěchů. Alba Overkill, Bomber, Ace of Spades a zejména živé album No Sleep 'til Hammersmith upevnilo Motörhead pověst špičkové rockové kapely. Kapela se v žebříčku 100 největších umělcích hard rocku VH1 umístila na 26. místě. Do roku 2016 po celém světě prodali více než 15 milionů alb.
Jejich styl je nejčastěji klasifikovaný jako heavy metal, kapela je jeho součástí a ovlivnila řadu hudebních žánrů, zejména thrash metal a speed metal (Lemmyho tvorbu ovlivnily punk rockové kapely z USA: MC5, Ramones a The Stooges).. Lemmy však vždy trval na tom, že jsou rock and rollovou kapelou. Říkal, že mají více společného s punkovými kapelami, ale se svým jedinečným zvukem byli Motörhead obklopeni jak punkovou, tak metalovou scénou. V textech se obvykle zabývali tématy jako válka, dobro proti zlu, zneužívání moci, promiskuita, zneužívání návykových látek a především hazardní hry, jako např. v jejich hitu „Ace of Spades“.
Lemmy zemřel 28. prosince 2015 na srdeční arytmii a srdeční selhání poté, co mu byla diagnostikována rakovina prostaty. Den po jeho smrti potvrdili bubeník Mikkey Dee a kytarista Phil Campbell, že Motörhead ukončí činnost. Do roku 2018 zemřeli všichni tři členové klasické sestavy Motörhead (Lemmy, Taylor a Clarke).

## Motörhead v Česku
- 21. června 1993 – Zimní stadion Eden – Praha (March ör Die Tour)
- 8. května 1995 – Home Monitoring Aréna – Plzeň (Sacrifice Tour)
- 10. května 1995 – Hala Rondo – Brno (Sacrifice Tour)
- 28. června 1998 - Noc plná hvězd - Třinec  (Snake Bite Love Tour)
- 4. července 2003 – Masters of Rock – Vizovice (Hammered Tour)
- 20. srpna 2004 – Trutnov Festival – Trutnov (Inferno Tour)
- 13. července 2007 – Masters of Rock – Vizovice (Kiss of Death Tour)
- 4. července 2009 – Velodrom Brno – Brno (Motörizer Tour)
- 11. srpna 2011 – Brutal Assault – Jaroměř (The Wörld Is Yours Tour)
- 4. července 2015 – Depo2015 – Plzeň (Bad Magic 2015)

## Členové

### Původní sestava
- Zpěv / Basová kytara: Ian „Lemmy“ Kilmister
- Kytara: Larry Wallis
- Bicí: Lucas Fox

### Další členové
- Bicí: Phil „Philthy Animal“ Taylor (1977–1984 a 1987–1991)
- Bicí: Pete Gill (1984–1987)
- Bicí: Mikkey Dee (1992–2015)
- Kytara: „Fast“ Eddie Clarke (1977–1982)
- Kytara: Brian Robertson (1982–1983)
- Kytara: Mick „Wurzel“ Burston (1983–1995)
- Kytara: Phillip „Wizzo“ Campbell (1984–2015)

## Covery
Skupina Motörhead vytvořila mimo jiné mnoho coverů písniček známých zpěváků či skupin, např.: „Enter Sandman“ od Metallicy, „Hellraiser“ od Ozzyho Osbourna, „Breaking the Law“ od Judas Priest nebo „Heroes“ od Davida Bowieho.

## Diskografie

### Studiová alba
- 1977 – Motörhead
- 1979 – Overkill
- 1979 – Bomber
- 1979 – On Parole
- 1980 – Ace of Spades
- 1982 – Iron Fist
- 1983 – Another Perfect Day
- 1984 -- No Remorse
- 1986 – Orgasmatron
- 1987 – Rock 'n' Roll
- 1991 – 1916
- 1992 – March ör Die
- 1993 – Bastards
- 1995 – Sacrifice
- 1996 – Overnight Sensation
- 1998 – Snake Bite Love
- 2000 – We Are Motörhead
- 2002 – Hammered
- 2004 – Inferno
- 2006 – Kiss of Death
- 2008 – Motörizer
- 2010 – The Wörld Is Yours
- 2013 – Aftershock
- 2015 – Bad Magic